# Asparuch Nikodimov
Asparuch Nikodimov (bulharskou cyrilicí Аспарух Никодимов) (* 21. srpna 1945, Sofie) je bývalý bulharský fotbalista, záložník. Po skončení aktivní kariéry působil jako trenér.

## Fotbalová kariéra
V bulharské lize hrál za CSKA Sofia a FK Sliven. S CSKA Sofia získal šest mistrovských titulů a pět vítězství v bulharském fotbalovém poháru. V Poháru mistrů evropských zemí nastoupil ve 25 utkáních a dal 1 gól, v kvalifikaci Poháru mistrů evropských zemí nastoupil ve 2 utkáních a dal 1 gól a v Poháru vítězů pohárů nastoupil v 6 utkáních a dal 2 góly. Za bulharskou reprezentaci nastoupil v letech 1966–1974 ve 25 utkáních a dal 6 gólů. S bulharskou reprezentací získal stříbrnou medaili na fotbalovém turnaji olympijských her v Mexico City roku 1968, nastoupil v 6 tkáních a dal 2 góly. Byl členem bulharské reprezentace na Mistrovství světa ve fotbale 1970, nastoupil ve 2 utkáních a dal 1 gól. Byl členem bulharské reprezentace na Mistrovství světa ve fotbale 1974, nastoupil ve 2 utkáních. 

## Ligová bilance
| Ročník                                | Zápasy | Góly | Klub       |
| ------------------------------------- | ------ | ---- | ---------- |
| 1. bulharská fotbalová liga 1964/1965 | 9      | 1    | CSKA Sofia |
| 1. bulharská fotbalová liga 1965/1966 | 27     | 5    | CSKA Sofia |
| 1. bulharská fotbalová liga 1966/1967 | 29     | 4    | CSKA Sofia |
| 1. bulharská fotbalová liga 1967/1968 | 30     | 6    | CSKA Sofia |
| 1. bulharská fotbalová liga 1968/1969 | 28     | 4    | CSKA Sofia |
| 1. bulharská fotbalová liga 1969/1970 | 27     | 8    | CSKA Sofia |
| 1. bulharská fotbalová liga 1970/1971 | 30     | 12   | CSKA Sofia |
| 1. bulharská fotbalová liga 1971/1972 | 33     | 7    | CSKA Sofia |
| 1. bulharská fotbalová liga 1972/1973 | 32     | 2    | CSKA Sofia |
| 1. bulharská fotbalová liga 1973/1974 | 30     | 8    | CSKA Sofia |
| 1. bulharská fotbalová liga 1974/1975 | 21     | 2    | CSKA Sofia |
| 1. bulharská fotbalová liga 1975/1976 | -      | -    | FK Sliven  |
| 1. bulharská fotbalová liga 1976/1977 | -      | -    | FK Sliven  |
| 1. bulharská fotbalová liga 1977/1978 | -      | -    | FK Sliven  |
| CELKEM 1. bulharská fotbalová liga    | -      | -    |            |